# Peisey-Nancroix
Peisey-Nancroix è un comune francese di 636 abitanti situato nel dipartimento della Savoia della regione dell'Alvernia-Rodano-Alpi.

## Società

### Evoluzione demografica
Abitanti censiti